# リケジョ
リケジョとは、「理系女子（りけいじょし）」の略語で、理系の女子学生や女性研究者、理系の進路を目指す女子中高生、理系の女性社員などを意味する俗語。

## 概要
2010年頃からメディアで使用され始めた新しい日本語である。その後茨城県立水戸第二高等学校卒業生が在学中に行った実験から得た科学現象の発見が、アメリカ化学会の専門誌に掲載された事象を「リケジョ」の快挙として報じた2011年の出来事をきっかけに広く一般的に「リケジョ」が知られるようになったと日本経済新聞は報じた。
2013年は、少子化の中で理系進学のメリットを女子生徒にアピール、産業界から「リケジョ」を求める声が高まっているとする報道、大学生の就職内定率の男女比において女性の方が上まった際に「リケジョの増加が一因」として“理系の女性”と報道、などに用いられた。2014年は、刺激惹起性多能性獲得細胞（STAP細胞）を発見したと報道された理化学研究所の小保方晴子に用いられる。
講談社は、理系女子をテーマにしたウェブサイト『理系女子応援サービス Rikejo』を運営し、「リケジョ/RIKEJO」を商標登録（番号第5304310号）している。講談社リケジョとして上崎貴実代、大沼朝未（当時青山学院大学大学院理工学研究科理工学専攻化学コース）や鈴田春奈（当時慶應義塾大学理工学部物理学科、同学部理系美人コンテスト2011グランプリ）らの女子大生が登場した。
特に工学系の女子学生のうち、機械工学系は「メカジョ」、電気工学系は「エレジョ」と呼ばれる場合がある。
各大学で将来の「リケジョ」を増やそうと様々な取り組みも行われている。
リケジョと呼称（カテゴライズ）することに対しては、「『女性研究者がいかに特殊で「有徴」な物であるか』を強調する言葉であり、『女性差別』的だ」と批判する者も見られるが、リケジョを自負・標榜して活動する女性もいる。